# ミスター大冒険。
ミスター大冒険。（ミスターだいぼうけん）は、浅井企画に所属する日本のお笑いコンビ。

## メンバー
りょうせい（1993年5月26日（31歳） - ）ボケ担当。
- 本名、片岡 瞭星（かたおか りょうせい）。
- 東京都板橋区出身、東京都立東久留米総合高校卒業。身長164 cm、体重55 kg。血液型B型。
- 趣味はサッカー、ゴルフ、サウナ、麻雀、デジモンカード、カラオケ。
- 特技は「10秒以内に着ている服を全てパンツにしまうこと」「飛び出る笛を3つのうち1つだけ飛び出させること」「5秒ぴったりでハートを作ること」「息を全て出し切った状態で笛を吹くこと」。
- ワタナベコメディスクール16期出身。かつては同期の大城拓也とコンビ「トンコツポンコツ」として活動[1]。

井福 一本道（いふく いっぽんみち、1992年10月17日（32歳） - ）ツッコミ担当。
- 本名、井福 健人（いふく けんと）。
- 福岡県久留米市出身、九州共立大学スポーツ学部卒業。身長177 cm、体重82 kg。血液型O型。
- あだ名はスクエア、ぷき[2]。
- 趣味はボウリング（最高スコア279）※Gボウラーズ所属（芸能人チーム）、テキサスホールデムポーカー（全国大会9位入賞経験あり/ディーラーもできる）、 ゴルフ（ベストスコア82）、ボートレース、競輪、格闘技観戦。
- 特技は「500ミリの水ペットボトルを2秒で飲み干せること」「2リットルの水のペットボトルを10秒で飲みきり3リットル吐けること」。
- 太田プロエンタテイメント学院東京校7期出身。養成所時代は大鶴肥満（現・ママタルト）と「インドアフィールド」を組んでいた[3]。その後は同期の溝杉陸とコンビ「男スペシャル」として活動し、M-1グランプリ2019では3回戦進出[4]。当時の芸名は「井福一礼」。解散後、溝杉はピン芸人・伝説の一人っ子リクとしてNSCに入り直し、吉本興業に所属。

## 来歴
2021年11月、コンビ結成。
お互い同じ時期に解散し、そのままコンビ結成。すがちゃん最高No.1（ぱーてぃーちゃん）、Den（リンダカラー∞）を含めた4人で同居している。
気の弱そうに見えて一切NGがなく、無茶振りにも全部すぐに答える芸人界きっての体当たり芸人りょうせい、月に4回散髪に行ってる男気に溢れた角刈りの井福からなる先輩後輩コンビ。
2023年12月19日に行われた浅井企画のバトルライブ『55NEXT』で初めて優勝した。

## 賞レースでの戦績

### M-1グランプリ
| 年度   | 結果      | エントリー No. | 会場                   |
| ------ | --------- | -------------- | ---------------------- |
| 2022年 | 3回戦進出 | 927            | よしもと有楽町シアター |
| 2023年 | 3回戦進出 | 1324           | KANDA SQUARE HALL      |
| 2024年 | 3回戦進出 | 2951           | KANDA SQUARE HALL      |

#### その他賞レース
- 2023年 55NEXT 優勝

## 出演

### テレビ
- ダウンタウンのガキの使いやあらへんで!（日本テレビ） - 2023年1月22日
- 深夜のハチミツ[7]（フジテレビ） - 2023年4月10日[8]・17日[9]・24日[10]、5月1日[11]
- とびっきり!しずおか 日曜版（静岡朝日テレビ） - 2023年5月7日
- ぽかぽか（フジテレビ） - 2023年5月9日・10日（りょうせいのみ）

### CM
- Google Japan「気になる、見つかる。Googleアプリ（ヨガ篇）」（井福のみ）